# Heyawake

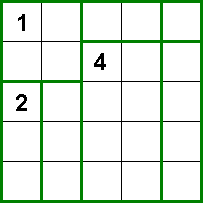
Heyawake aufgabe

Heyawake (japanisch へやわけ ‚unterteilte Räume‘) ist ein Rätsel, das von der japanischen Zeitschrift Nikoli veröffentlicht wird. Es erschien zuerst in Puzzle Communication Nikoli 39 (September 1992). Ein deutscher Name des Rätsels ist Rotes Chaos.

## Regeln
Heyawake wird auf einem rechteckigen Gitter gespielt. Das Gitter ist in kleine Rechtecke („Räume“), die mit fetten Linien umrandet sind, unterteilt. Manche dieser Rechtecke tragen eine Zahl.
Ziel des Spieles ist es, zu bestimmen welche Quadrate des Gitters schwarz und welche weiß sind. Dabei gelten die folgenden Regeln:
- Schwarze Quadrate grenzen niemals über eine Kante aneinander.
- Alle weißen Quadrate hängen über Kanten zusammen.
- Die Zahlen geben an, wie viele schwarze Quadrate in einem Raum vorkommen.
- Ein Raum ohne Zahl kann beliebig viele schwarze Quadrate enthalten (solange die anderen Regeln erfüllt sind).
- Eine gerade Linie aus weißen Quadraten kann sich höchstens über zwei Räume erstrecken.